# Fremdgeld
Fremdgeld ist die Bezeichnung von Vermögen, das insbesondere Notaren, Patentanwälten, Rechtsanwälten, Steuerberatern oder Wirtschaftsprüfern zugeflossen ist, aber diesen nicht gehört. 

## Rechtsfragen
Neben diesen Berufsgruppen kommen auch andere Rechtssubjekte in den Besitz von Fremdgeld wie die Wohnungseigentumsverwaltung beim Hausgeld. Fremdgelder gehören den Auftraggebern oder Mandanten. Sie sind Eigentümer der Buchgelder oder Wertpapiere, und zwar unabhängig davon, welches Treuhandverhältnis sie zu den genannten Berufsgruppen eingegangen sind. Fremdgelder hängen mithin stets mit einem Treuhandverhältnis zusammen, das zwischen dem Treuhänder (Anwälte, Notare usw.) und dem Treugeber (Eigentümer des Vermögens) besteht. Im Innenverhältnis zwischen beiden ist der Treuhänder verpflichtet, die Interessen des Treugebers zu wahren. 
Zu diesem Zweck wird von den genannten Berufsgruppen oder anderen Treuhändern bei Kreditinstituten ein Treuhandkonto (auch Fremdgeldkonto genannt) im Namen der Treuhänder, aber für fremde Rechnung der Treugeber eröffnet. Diese Bankkonten unterliegen besonderen Bedingungen, durch welche eine Trennung der Vermögenssphären des Treugebers und des Treuhänders jederzeit ermöglicht wird. Das Privatvermögen des Treuhänders wird dadurch vom Treuhandvermögen des Treugebers getrennt. Je nach Vertragsgestaltung des Treuhandverhältnisses unterscheidet man zwischen einem echten Treuhandverhältnis und einem unechten Treuhandverhältnis, was sich jedoch auf die Eigentumsverhältnisse am Treuhandvermögen nicht auswirkt. Den kontoführenden Kreditinstituten wird lediglich das echte Treuhandverhältnis offengelegt, so dass ein unechtes Treuhandverhältnis nur durch die Eröffnung eines Treuhandkontos erkennbar ist.
Die Pflicht der Treuhänder, Fremdgelder einem Treuhandkonto zuzuführen, heißt Vermögensfürsorgepflicht. Wird sie verletzt, können Treuhänder sich wegen Untreue strafbar machen.

## Beispiel
Beim Grundstückskaufvertrag über ein Grundstück muss der Käufer den Kaufpreis an den beurkundenden Notar zahlen. Dieser muss den Betrag unverzüglich einem Anderkonto zuführen, damit das durch den Kaufpreis entstehende Bankguthaben bei einer Insolvenz des Notars nicht in die Insolvenzmasse fällt. Der Notar zahlt dann den Kaufpreis an den Verkäufer erst aus, wenn die vertraglichen Voraussetzungen (z. B. Umschreibung des Eigentums im Grundbuch) erfüllt sind (siehe auch: Belastungsvollmacht).

## Rechnungswesen
Aus Sicht der Treuhänder wird Fremdgeld auch als solches verbucht. Erhält der Notar im Beispiel vom Käufer den Kaufpreis für das Grundstück auf sein Bankkonto, so lautet der Buchungssatz „per Bankkonto an Fremdgeld“. Das Fremdgeldkonto ist ein passives Bestandskonto, so dass sich beim Zahlungseingang eine Bilanzverlängerung ergibt und der vereinnahmte Kaufpreis eine Verbindlichkeit des Notars gegenüber dem Käufer darstellt. Sind die Voraussetzungen für die Auszahlung an den Verkäufer gegeben, erfolgt ein umgekehrter Buchungssatz.